# Butte (Nebraska)
Butte – wieś w Stanach Zjednoczonych, w stanie Nebraska, w hrabstwie Boyd.